# Antonio Morillo Galletti
Don Antonio Morillo Calafato Galletti Sfalanga (Caltanissetta, 1717 – Caltanissetta, 4 luglio 1764) è stato un presbitero italiano.

## Biografia
Don Antonio Morillo divenne coadiutore del parroco della chiesa madre Don Agostino Riva, dal 10 giugno 1749 prese il suo posto e rimase alla guida del tempio fino alla sua morte, nel 1764. Esso da buon curatore del tempio parrocchiale non mancò di arricchirlo di preziosi arredi e magnifiche suppellettili.La più grande opera per la chiesa nissena da parte del parroco Morillo fu sicuramente il rifacimento della statua dell'Immacolata. Infatti il popolo nisseno non era contento fino a quel momento del simulacro costruito nel 1682 a Messina poiché non era soddisfatto del viso e delle mani ricoperte d'argento. Questo nuovo simulacro venne realizzato dallo scultore licatese Antonio Lacerda, la doratura toccò a Michele La Torre e il rivestimento in argento con fiori dorati a sbalzo toccò invece all'orafo Giacomo Glorioso. Per permettersi codesta opera, padre Morillo, mise insieme le somme lasciategli da Agostino Riva, per la vendita del tenimento di case del defunto parroco La Russa e ne aggiunse qualcuna da parte sua. Durante il suo servizio nella chiesa madre nissena, precisamente nel 1756, era tornato da Roma il padre Girolamo da Caltanissetta, portando con sé molte sacre reliquie e sei corpi di santi martiri dal cimitero di San Callisto, che furono esposte nella chiesa madre nissena. Il parroco Morillo fu incaricato dal vescovo agrigentino, monsignor Andrea Lucchesi Palli, di farne la recognizione. Le reliquie furono condotte in processione alla chiesa dei Cappuccini di Viale Regina Margherita ed esposte al culto nel grande reliquiario. Padre Girolamo, riconoscente verso il Morillo, donò al tempio parrocchiale parecchie reliquie, al tempo venerate sull'altare della Madonna dei Monti, oggi non più esistente.

## Omaggi
- Monumento sepolcrale nella Cattedrale di Caltanissetta: posto all'interno della chiesa, per esattezza nella controfacciata a destra entrando, è un'opera di scultore siciliano ignoto e presenta lo stemma della sua famiglia nobiliare, sormontato dalla corona baronale. L'iscrizione recita così:[2]

ANTONIO MORILLO CALAFATO GALLETTI ET
SFALANGA SACRÆ THEOLOGIÆ DOCTORI
INSIGNIS HVIVS COLLEGIATÆ PREPOSTO ET CAPITI
PAROCHO ITIDEM REGIOQ. CAPELLANO ET FILIALIVM
S. IOSEPH ET S. IOANNIS ARCHIPRESBITEREO SSMÆ
INQVISITIONIS COMMISS.° QUALIF. ATQVE CONSVLTORI
RELIGIONIS CVLTV DIGNITATI PRISTINÆ RESTITVTO.
AVGVSTO HOC TEMPLO PLVRIBVS EXORNATO GENERIS CLARITATE
SPRETA CIVIBVS AD MELIOREM FRVGEM REVOCATIS ATQ.
ÆGENIS LABORANTE ANNONA AB IPSIS MORTIS FAVCIBVS EREPTIS.
PHILIPPVS MORILLO ET GALLETTI MÆRENS FILIO OPTVMO
POSIVIT
UIVERE DESIIT DIE IV JULII 1764 ÆTATIS 47.»

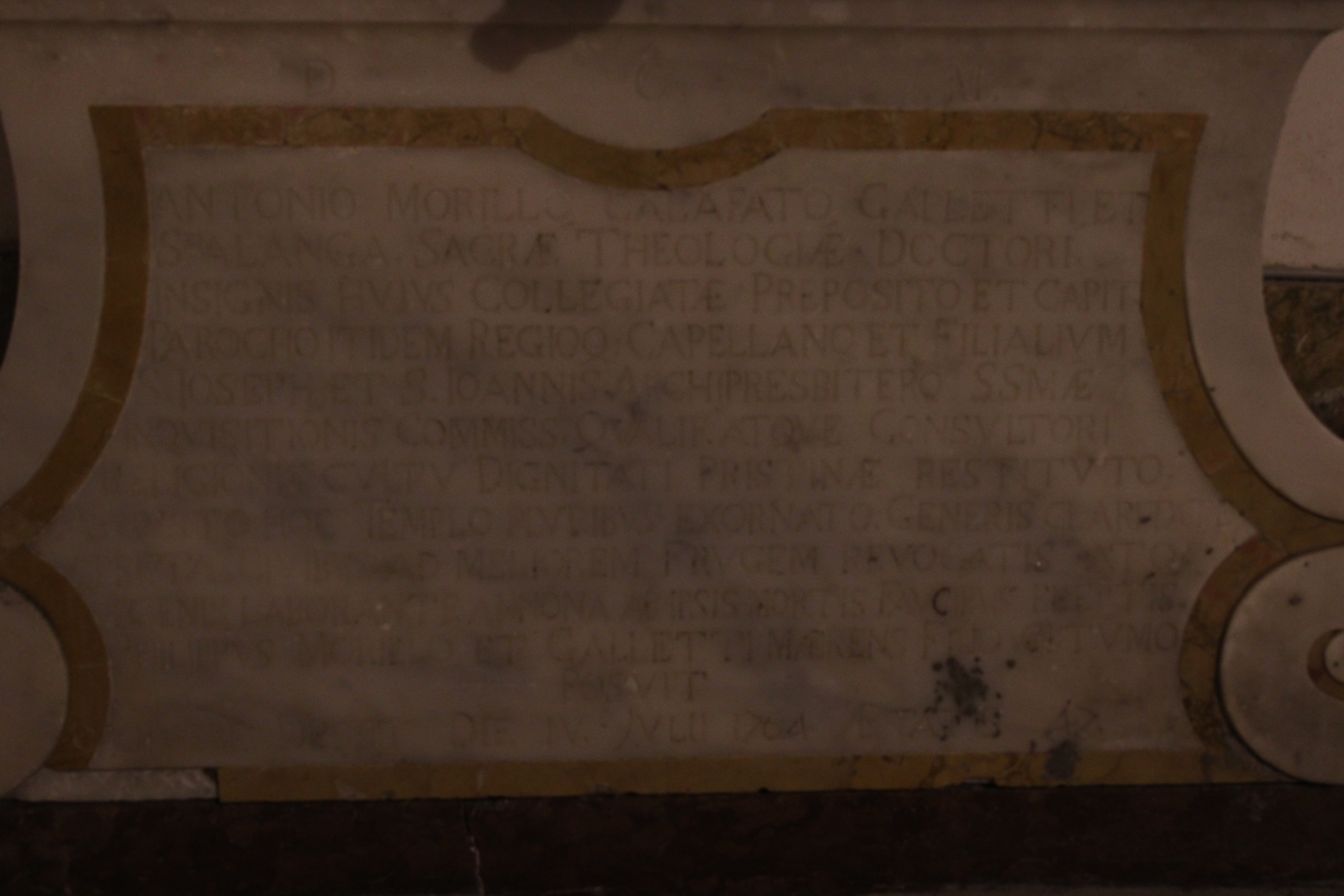
Lapide commemorativa al parroco Morillo Galletti

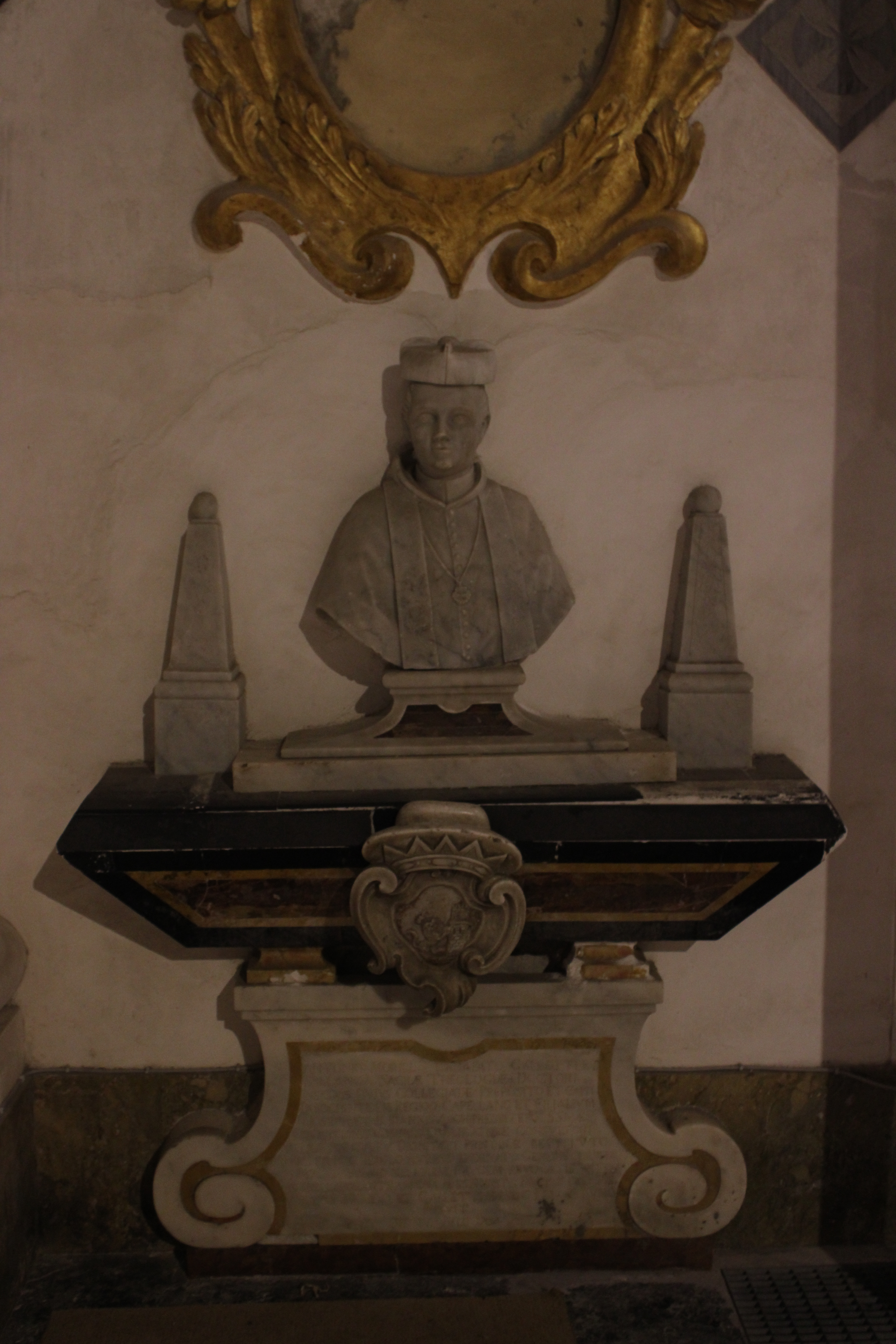
Monumento sepolcrale del parroco Morillo Galetti

Ad Antonio Morillo Calafato Galletti e 
Sfalanga Dottore in Sacra Teologia
Prevosto e Capo di questa insigne Collegiata
e Parroco Arciprete e parimenti Regio Cappellano
delle filiali
S. Giuseppe e S. Giovanni
Commissario qualificatore e Consultore
della Santissima Inquisizione
per il culto restituito alla dignità
della primitiva Religione.
Ornato di più cose augusto Tempio disprezzata
la nobiltà di nascita
richiamati i cittadini a miglio bene e 
incrudendo la carestia strappati i bisognosi delle stesse fauci della morte
Filippo Morillo e Galletti afflitto all'ottimo figlio
pose
cessò di vivere il giorno 4 luglio 1764 a 47 anni d'età»
(Ignoto siciliano, XVII secolo)

## Ritratti
- Ritratto in Cattedrale: posto nell'antisacrestia è opera di un ignoto siciliano del XVIII secolo. In codesto ritratto si leggono nome, cognome e poco altro. Nel dipinto, il Galletti è dipinto con un Crocifisso in mano, sotto il quale è lo stemma nobiliare, sormontato da corona baronale; lo stesso stemma è riportato nel monumento sepolcrale.[3]

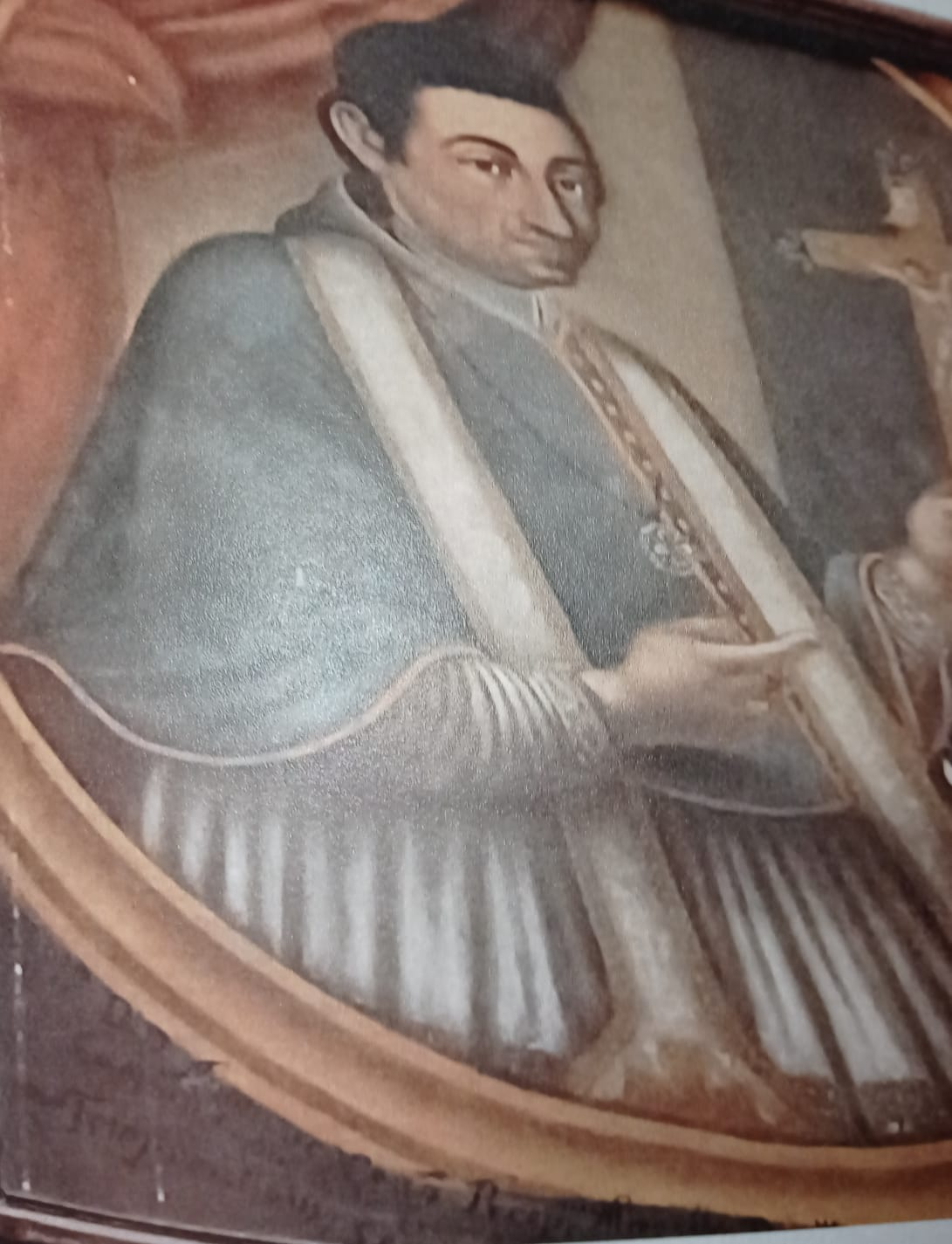
Ritratto custodito in Cattedrale